# 편의점 2시
편의점 2시(At 2 O'clock)는 한국에서 제작된 김태균 감독의 2003년 영화이다. 이청아 등이 주연으로 출연하였다.

## 출연

### 주연
- 이청아
- 최성준

## 제작진
- 스크립터: 강유선